# Granica hondurasko-salwadorska
Granica hondurasko-salwadorska to granica międzypaństwowa o  długości 374,5 kilometra.

## Przebieg granicy
Początek granicy – trójstyk granic Gwatemali, Salwadoru i Hondurasu – Cerro Trifinio del Montecristo (2419 m n.p.m.) (14° 25'13 .75 "N   ,89°21'21.35"W ). Od tego miejsca linia granicy  przybiera kierunek południowo-wschodni ,przechodzi przez góry Cordillera Alotepeque – Metapán ( Cerro Pital 2730 m n.p.m.). Następnie granica opiera się o rzeki Sumpul, Lempa,Unire i Goascorán i dochodzi do  zatoki Fonesca (Ocean Spokojny).
Granica morska  w zatoce Fonesca  pozostawia po stronie honduraskiej wyspy Zacate Grande i El Tigre, a po salwadorskiej wyspy Zacatillo, Conchagüita,  Menguera.

## Historia
Granica powstała po proklamowaniu niepodległości przez Honduras i Salwador w 1821 r. Ponownie  w 1838 roku po upadku Zjednoczonych Prowincji Ameryki Środkowej w skład  której wchodziły obydwa państwa.
Obecny przebieg granicy  ustaliło  porozumienie pokojowe zawarte 30 października 1980 r.
W 1992 roku  wyrok Międzynarodowego Trybunału Sprawiedliwości w Hadze ustalił przebieg granicy morskiej w Zatoce Fonesca.

## Graniczne departamenty Hondurasu
1. Intibucá
2. La Paz
3. Lempira
4. Ocotepeque
5. Valle

## Graniczne departamenty Salwadoru
1. Cabaňas
2. Chalatenango
3. La Unión
4. Morazán
5. San Miguel